# 泰特

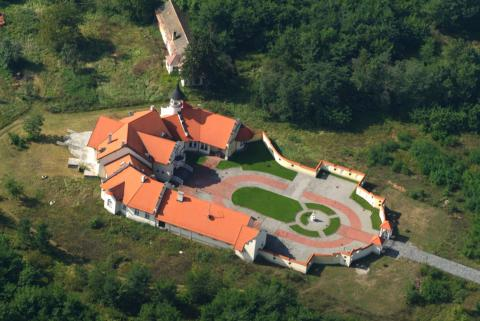

泰特是匈牙利的城鎮，位於該國西北部，由傑爾-莫雄-肖普朗州負責管轄，面積56.35平方公里，2011年人口3,933，其中約一半居民信奉天主教。